# Машовец, Николай Петрович
Никола́й Петро́вич Машове́ц (6 июля 1947, Слободской, Кировская область, СССР — 14 мая 2008, Москва, Россия) — русский писатель, журналист, литературный критик, издатель, сценарист. Ответственный работник ЦК ВЛКСМ, кандидат филологических наук, заместитель главного редактора журнала «Литературная учёба». Сторонник консервативного «почвеннического» направления в русской советской литературе, представитель так называемой «Русской партии» в общественной жизни СССР и России 1970-х — 1990-х годов. Председатель Совета по культуре Свердловского района Совета народных депутатов Москвы.

## Биография
Николай родился в городе Слободском Кировской области в семье генерал-майора Петра Иосифовича Машовца и Марфы Петровны Авиловой (12.7.1912—30.11.1990). Позднее семья переехала в Саратов, где отец в 1965—1968 годы возглавлял Саратовское высшее военное училище внутренних войск МВД (ныне СВКИ ВНГ РФ).
Николай окончил филологический факультет Саратовского государственного университета в 1971 году. Работал литературным сотрудником журнала «Волга» с 1970 по 1972 год. В 1975 году защитил кандидатскую диссертацию по советской литературе. С 1976 по 1978 год был ответственным работником ЦК ВЛКСМ, позднее — заместитель главного редактора журнала «Литературная учёба». Николай Петрович много печатался в центральной и комсомольской прессе, в качестве публициста публиковал журнальные и газетные материалы против бездуховности, был активным противником наступления массовой культуры в кино, музыке и на телевидении. В 1978—1990 годах работал главным редактором и заместителем директора издательства «Молодая гвардия». В. Н. Крупин писал, что в те времена «Молодая гвардия» стала родным домом для Виктора Астафьева, Василия Белова, Валентина Распутина, Николая Дмитриева, Петра Краснова.
По его инициативе начали выходить тридцатитомная серия «История Отечества в романах, повестях и документах», двадцатитомная «Библиотека молодой семьи». Николай Машовец принял участие в организации конференции молодых литераторов СССР в Благовещенске. С 1990 по 1996 год направлял книгоиздательскую работу в агентстве «Голос» при Славянском фонде России. Взаимодействовал с издательским отделом Московского патриархата. В 1996 году играл существенную роль в основании издательского дома «Русская семья». Занимался изданием детской сказочной газеты «Жили-были», семейного журнала «Очаг». При его участии выходили кроссвордные издания «Загадочная газета», «Крестословица», «Богатырь». Был издателем нескольких книг сказок. В Москве им были созданы Дом Сказок «Жили-были», музей «Буратино-Пиноккио» и музей «Русских сказок».
Николай Машовец был председателем Совета по культуре Свердловского района Совета народных депутатов столицы и на этом посту предлагал вернуть исторические названия московских улиц и площадей. Он написал сценарии к документальным фильмам «Предел» и «Поднимая глаза свои к небу». В память о Николае Машовце Дому Сказок посмертно присвоено его имя.
Мемуаристы отмечают скромность и отзывчивость Николая Машовца. Похоронен на Домодедовском кладбище.

## Литературно-критическая деятельность
Литературовед Сергей Семанов относил литературно-критическую деятельность Николая Машовца к проявлениям идеологической активности «Русской партии» с её приверженностью принципам русского патриотизма и неприятием коминтерновского интернационализма. Весной 1975 года на VI Всесоюзном совещании молодых писателей в рамках критического семинара, руководимого критиком Виталием Озеровым, молодой Николай Машовец обрушился с осуждением статьи Виктора Ерофеева о маркизе де Саде, опубликованной в журнале «Вопросы литературы», чьим редактором как раз был В. М. Озеров. По свидетельству друга Н. П. Машовца Сергея Боровикова, Николай Петрович говорил приблизительно следующее: «Мы-то, саратовские филологи, всё на Чернышевского ориентируемся, Луначарского, а тут, читаем, то про Набокова написали, то про маркиза де Сада. И хочешь не хочешь, думаем, может, отстали в провинции, не уследили за сменой ориентиров…» Дальнейшая инвектива Н. П. Машовца была обдуманно направлена не столько в адрес В. В. Ерофеева, сколько в адрес главного редактора журнала «Вопросы литературы» В. М. Озерова.
Критик Сергей Чупринин в «Фейсбучном романе» вспоминает об этом эпизоде несколько иначе: «И тут встаёт Коля Машовец (ныне, увы, покойный) из Саратова. И начинает так: «Я как критик-коммунист…». Что он говорил дальше, никого уже не волновало. Ни нас, семинаристов, ни тем более наставников. Как они, бедолаги, встрепенулись от слов, давно не слышанных, как взорлили!». Сам Машовец на этом семинаре представил слушателям свою статью об ульяновско-саратовском писателе-коммунисте Григории Коновалове.
В 1981 году «Литературная газета» напечатала резонансный очерк Николая Машовца «Кто усыновит Чебурашку» о ситуации в советской детской литературе. В нём он, в частности, подверг критике популярное произведение Эдуарда Успенского «Крокодил Гена и его друзья» и его главного героя: «Одинокие, безродные, как бы они сами ни старались скрыть свою беду за весельем и беззаботностью, всегда вызывали сочувствие и жалость. Чебурашку, как и некоторых других героев современной детской литературы, жалко ещё и потому, что при рождении своём они были обделены сердечным теплом и подлинной любовью автора. Впрочем, народная мудрость гласит: родителей не выбирают…».
В заочном споре о Чебурашке с Н. П. Машовцом уже после его смерти ответил Виктор Шендерович:

Николай Машовец — звали «молодогвардейского» критика, который в ноябре 1981 года написал донос на Чебурашку и его автора, опубликованный в «Литературной газете». Клянусь, там было слово «безродный»! «Безродный» Чебурашка — и ни одного стихотворения о Родине, о гербе, о хлебе! Детей растлевают чужими ценностями! Я прочитал это в Ленинской комнате своей образцовой в/ч в Забайкальском военном округе. И вслух в возмущении сказал: бред! И это услышал замполит Седов. И уточнил, что именно бред. И я сказал: бред — рассказывать ребёнку про герб. Ребёнку надо — про мишку, про Чебурашку… И замполит Седов тоже донёс — уже на меня.— Виктор Шендерович об истории с Чебурашкой Эдуарда Успенского
Эпизод с Чебурашкой Виктор Шендерович подробно вспоминал в некрологе Эдуарду Успенскому в 2018 году, через десять лет после смерти Н. П. Машовца. В заключение он сказал: «Кто теперь, кроме меня, вспомнит фамилию Машовец и других мудаков и негодяев, травивших Успенского. А Чебурашка и дядя Фёдор — навсегда». Своих сторонников в споре о Чебурашке имел и Николай Машовец. Среди них критик Александр Разумихин, для которого история Чебурашки — не явление литературы, а, в первую очередь, коммерческий проект, начатый детской книжкой, продолженный мультфильмом, всевозможными игрушками, логотипами и так далее:

Ведь тираж историй про Чебурашку, злую старуху Шапокляк, крысу Лариску и крокодила Гену сегодня наверняка не меньше времени звучания каких-нибудь «форматных» шлягеров вроде «Муси-пуси» или «Джага-Джага» Кати Лель. Но можно ли всё это назвать явлением, связанным с прибавлением ума-разума в детях и формированием у них духовно-нравственного, гражданского начала в наш непростой рыночный век? Или и впрямь, всё на продажу? Вопрос скорее всего риторический, ибо Э. Успенский никогда не скрывал того, что для него есть литература: «Я надеюсь, право на интеллектуальную собственность заработает. И тогда… Чебурашка, кот Матроскин, Печкин, Колобки, пластилиновая ворона, «Радионяня», «АБВГДейка», Жаб Жабыч, Вера и Анфиса и др. герои принесут мне соответствующие их популярности дивиденды». А ведь вопрос Машовца «Кто усыновит Чебурашку?» задан был ещё в 1981 году, когда и помыслить про формат «Муси-пуси» было невозможно. И кому-то он показался «прямолинейным до анекдотичности».— Александр Разумихин, «Трое из сумы»
Впрочем, А. Разумихин не считает Н. Машовца одарённым критиком, критиком «с искрой божьей». «Мастером-стилистом Коля никогда, увы, не был. Любому читателю его работ даже тогда было видно, как он был зажат». По мнению критика, Николай Машовец умел находить верные направления, имена, темы, проблемы — в этом он был силён. Но стоило ему взяться за перо, и его как-то незаметно сносило «в форму идеологического обзора для отдела пропаганды и агитации». В результате его интересно задуманный материал появлялся в ужасно идеологизированном виде: «Общественная проблематика — понятие ёмкое, сложное. На своём XXV съезде партия, подведя итоги достигнутому, открыла новые перспективы движения по пути коммунистического строительства. На фоне грандиозных планов десятой пятилетки — пятилетки эффективности и качества — заново оцениваешь роль и значение искусства в идейно-нравственном воспитании человека». И всё это казённое партийное славословие печаталось в статье о Василии Шукшине, Владимире Личутине, Василии Белове, Валентине Распутине, Виле Липатове. Даже для тех, советских, лет это был явный перебор, — отмечает Александр Разумихин.

## Семья
Николай Петрович был в браке с Татьяной Афанасьевной Машовец, президентом Регионального благотворительного общественного фонда «Русская семья». Имел трёх дочерей.

### Комментарии
1. ↑  По одной из версий, идеологическое неприятие образа Чебурашки было у Машовца этнически мотивированным: когда Эдуард Успенский работал над своей сказочной повестью в середине 1960-х годов, то есть до арабо-израильской шестидневной войны 1967 года, все апельсины экспортировались в Советский Союз из Израиля, а в одной из таких коробок с апельсинами и прибыл персонаж Успенского к советским покупателям.[10]

### статьи
- Живительные воды: статья [печатный текст] / Машовец, Николай Петрович, Автор (Author) // О литературе для детей: ежегодник. Вып. №22.- Ленинград: Детская литература, 1978.- С. 74 - 90